# Dierre
Dierre är en kommun i departementet Indre-et-Loire i regionen Centre-Val de Loire i de centrala delarna av Frankrike. Kommunen ligger i kantonen Bléré som tillhör arrondissementet Tours. År 2022 hade Dierre 637 invånare.

## Befolkningsutveckling
Antalet invånare i kommunen Dierre
Referens:INSEE